# Julien Pouchois
Julien Pouchois (Lió, 10 de desembre de 1888 - Levallois-Perret, 6 de juny de 1955) va ser un ciclista francès, professional des del 1908 al 1913. Es va especialitzar en el Ciclisme en pista, en què va aconseguir una medalla al Campionat del món de velocitat i una al Campionat d'Europa.

## Palmarès
- 1908
  - 1r al Gran Premi de París
  - 1r al Gran Premi de Rouen
- 1912
  - 1r al Gran Premi de l'UVF